# مجدال (شركة)
شركة مِجدال (بالعبرية: מגדל) (بالإنجليزية: Migdal Insurance and Financial Holdings Ltd)‏ (تلفظ بجيم مصرية)، هي شركة تأمين إسرائيلية، من أضخم وادم الشركات الإسرائيلية، قدرت مبيعاتها 2015 بـ 4.73 مليار دولار حسب فوربس.